# Столяров, Лев Николаевич (Герой Советского Союза)
Лев Николаевич Столяров (2 января 1930 — 28 февраля 1992) — советский военный моряк-подводник и военачальник. Герой Советского Союза (23.05.1966). Контр-адмирал (7.05.1980). Участник самого дальнего в истории ВМФ СССР подводного перехода (1966).

## Биография
Родился 2 января 1930 года в деревне Гремучий Ключ, ныне в черте города Калуги, в семье рабочего. В период Великой Отечественной войны, с 1941 по 1942 годы находился в эвакуации на Урале. Трудовую деятельность начал в войну, 13-летним подростком, работал слесарем-ремонтником на Калужском вагоностроительном заводе. В 1946 году окончил железнодорожное училище, в 1949 году — 10 классов школы рабочей молодёжи.
В ВМФ СССР с 1949 года. В октябре 1953 года окончил Тихоокеанское высшее военно-морское училище. С мая 1954 года, после окончания Курсов офицерского состава подводного плавания при Учебном отряде подводного плавания Тихоокеанского флота, началась его офицерская служба на подводных лодках 8-го ВМФ (с 1956 — Балтийский флот): командир торпедной группы, с ноября 1955 — командир БЧ 2-3, с февраля по октябрь 1957 года — помощник командира подводной лодки «С-163». С октября 1957 по декабрь 1958 года согласно установленному в то время порядку проходил морскую практику на теплоходе «Маршал Говоров» Министерства морского флота СССР, затем направлен на учёбу и в июле 1959 года окончил Высшие специальные офицерские классы ВМФ.
С июля 1959 года служил на АПЛ Северного флота: помощник командира «К-21» (кораблём в то время командовал капитан 2-го ранга В. Н. Чернавин, будущий главком ВМФ СССР и России, много страниц посвятивший Л. Н. Столярову в своих мемуарах), с марта 1962 года — старший помощник командира АПЛ «К-14», с января 1964 года — командир АПЛ «К-5» и с сентября 1965 года по август 1967 года — командиром АПЛ «К-133».
С 2 февраля по 26 марта 1966 года многоцелевая АПЛ «К-133» под командованием Столярова, обогнув мыс Горн, совершила совместно с атомным ракетоносцем «К-116» (командир – капитан 2-го ранга В. Т. Виноградов) групповой трансокеанский межфлотский переход (руководитель похода контр-адмирал А. И. Сорокин) из губы Западная Лица (Краснознамённый Северный флот) в бухту Крашенинникова (Краснознамённый Тихоокеанский флот). Корабль Столярова прошёл 20 046 морских миль, из них почти весь поход — 19 899 морских миль — в подводном положении.
Указом Президиума Верховного Совета СССР от 23 мая 1966 года за успешное выполнение заданий командования и проявленные при этом героизм и мужество капитану 2-го ранга Л. Н. Столярову присвоено звание Героя Советского Союза с вручением ордена Ленина и медали «Золотая Звезда».
В 1970 году он окончил Военно-морскую академию. С июня 1970 года — заместитель командира дивизии АПЛ Камчатской военной флотилии Тихоокеанского флота. С марта 1971 года началась его военно-педагогическая деятельность: сначала — начальник отделения заочного обучения Военно-морской академии (с 1976 года — имени А. А. Гречко). С января 1979 года — начальник Ленинградского Нахимовского военно-морского училища.
В запасе с сентября 1990 года. Скончался 28 февраля 1992 года в Санкт-Петербурге. Похоронен на кладбище посёлка Победа Выборгского района Ленинградской области.

## Награды
- Герой Советского Союза (23.05.1966)
- Орден Ленина (23.05.1966)
- Орден Красной Звезды (1984)
- Орден «За службу Родине в Вооружённых Силах СССР» 3-й степени (1975)
- Ряд медалей СССР